# Liste der Bodendenkmale in Frankenfeld
In der Liste der Bodendenkmale in Frankenfeld sind alle Bodendenkmale der niedersächsischen Gemeinde Frankenfeld aufgelistet. Die Quelle ist der Denkmalatlas Niedersachsen. 
Der Stand der Liste ist der 17. November 2024.
Allgemein

Frankenfeld im Heidekreis

In den Spalten finden sich folgende Informationen des Bodendenkmales:
Lagegeographische Koordinaten
BezeichnungBezeichnung lt. Denkmalatlas
BeschreibungBeschreibung lt. Denkmalatlas
IDObjekt-ID
BildBild, ggf. zusätzlich mit Link zu weiteren Fotos im Medienarchiv Wikimedia Commons.

## Frankenfeld
| Lage                       | Bezeichnung               | Beschreibung | ID       | Bild |
| -------------------------- | ------------------------- | ------------ | -------- | ---- |
| 52° 45′ 7″ N, 9° 24′ 48″ O | Frankenfeld 11, Umwallung |              | 34821308 | BW   |
| 52° 45′ 5″ N, 9° 24′ 47″ O | Frankenfeld 11, Umwallung |              | 36980186 | BW   |